# J1 Vrsar
Das J1 Vrsar (offiziell Perin Memorial) ist ein World-Junior-Tennisturnier, das 2019 im April erstmals in der kroatischen Stadt Vrsar auf Sandplatz von der International Tennis Federation ausgetragen wird. Es gehört der zweithöchsten Turnierkategorie G1 an und ist eines der größten Nachwuchstennisturniere Südosteuropas. Bis 2018 fand der Wettbewerb in Umag statt.

## Geschichte
1983 als International Junior Championships of Croatia in Umag ins Leben gerufen, wurde das Turnier 2007 in Perin Memorial umbenannt. Seit 2019 wird der Wettkampf, der 2002 in die Turnierklasse G1 aufgenommen wurde, im Tenis centar Pentalon in Vrsar abgehalten. Von 2009 bis 2011 fand der Wettbewerb im September nach Ende der US Open statt, 2012 folgte die Rückverlegung an den Beginn der europäischen Sandplatzsaison.

## Siegerliste
Die Teilnehmerfelder werden von Sandplatzspezialisten aus Europa bestimmt. Bekannteste Siegerin des Turniers in die ehemalige Weltranglistenerste Simona Halep.
Seit 1993 konnten sich folgende Spielerinnen und Spieler in die Siegerlisten von Einzel- und Doppelwettbewerb eintragen:

### Einzel
| Jahr                                                                   | Herren                           | Damen                            |
| ---------------------------------------------------------------------- | -------------------------------- | -------------------------------- |
| ↓ International Junior Championships of Croatia Umag – Kategorie: G3 ↓ |                                  |                                  |
| 1993                                                                   | Tomáš Čatár                      | Nicole Melch                     |
| 1994                                                                   | Meride Zahirović                 | Kyra Nagy                        |
| 1995                                                                   | Radek Štěpánek                   | Katarzyna Strączy                |
| 1996                                                                   | Ivan Vajda                       | Denisa Chládková                 |
| 1997                                                                   | Davor Grgić                      | Jelena Kostanić                  |
| 1998                                                                   | Simon Wernhart                   | Laura Bao                        |
| 1999                                                                   | Roko Karanušić                   | Petra Cetkovská                  |
| ↓ Kategorie: G2 ↓                                                      |                                  |                                  |
| 2000                                                                   | Victor Ioniță                    | Ioana Gaspar                     |
| 2001                                                                   | Florian Mayer                    | Anna Bastrikowa                  |
| ↓ Kategorie: G1 ↓                                                      |                                  |                                  |
| 2002                                                                   | Jordan Kanew                     | Anna Bastrikowa                  |
| 2003                                                                   | Roman Vögeli                     | Ágnes Szávay                     |
| 2004                                                                   | Andrea Arnaboldi                 | Monica Niculescu                 |
| 2005                                                                   | Niels Desein                     | Karin Knapp                      |
| 2006                                                                   | Luka Belić                       | Astrid Besser                    |
| ↓ Perin Memorial – Kategorie: G1 ↓                                     |                                  |                                  |
| 2007                                                                   | Thomas Fabbiano                  | Simona Halep                     |
| 2008                                                                   | Mirza Bašić                      | Anastasia Grymalska              |
| 2009                                                                   | Wiktor Baluda                    | Nastja Kolar                     |
| 2010                                                                   | Patrick Ofner                    | Natalija Kostić                  |
| 2011                                                                   | Herkko Pollanen                  | Anna Karolína Schmiedlová        |
| 2012                                                                   | Daniel Masur                     | Bernarda Pera                    |
| 2013                                                                   | Einzelfinals nicht ausgetragen   | Einzelfinals nicht ausgetragen   |
| 2014                                                                   | Jaume Munar                      | Kristína Schmiedlová             |
| 2015                                                                   | Alex Molčan                      | Miriam Kolodziejová              |
| 2016                                                                   | Ryan James Storrie               | Jelena Rybakina                  |
| 2017                                                                   | Alen Awidsba                     | Eva Guerrero Álvarez             |
| 2018                                                                   | Deney Wassermann                 | Clara Tauson                     |
| ↓ Austragungsort: Vrsar ↓                                              |                                  |                                  |
| 2019                                                                   | Jonáš Forejtek                   | Darja Frayman                    |
| 2020                                                                   | Wegen COVID-19-Pandemie abgesagt | Wegen COVID-19-Pandemie abgesagt |
| 2021                                                                   | Mili Poljičak                    | Brenda Fruhvirtová               |
| 2022                                                                   | Dino Prižmić                     | Sofia Costoulas                  |

### Doppel
| Jahr                                                                   | Herren                              | Damen                                     |
| ---------------------------------------------------------------------- | ----------------------------------- | ----------------------------------------- |
| ↓ International Junior Championships of Croatia Umag – Kategorie: G3 ↓ |                                     |                                           |
| 1993                                                                   | Thomas Kilbert Jan Stočes           | Nicole Melch Barbara Schwartz             |
| 1994                                                                   | Kornél Bardóczky Miklós Jancsó      | Katalin Marosi Réka Vidáts                |
| 1995                                                                   | Kornél Bardóczky Miklós Jancsó      | Martina Ondrejková Zuzana Váleková        |
| 1996                                                                   | Olivier Rochus Christophe Rochus    | Viktoria Stoklasová Andrea Šebová         |
| 1997                                                                   | Haris Bašalić Lovro Zovko           | Eva Fislová Marja Žnidar                  |
| 1998                                                                   | Nohuel Frocassi Diego Álvarez       | Barbora Blahutiaková Eva Fislová          |
| 1999                                                                   | Karol Beck Michal Navrátil          | Lenka Tvarošková Kristel Van Der Perre    |
| ↓ Kategorie: G2 ↓                                                      |                                     |                                           |
| 2000                                                                   | Michal Navrátil Igor Zelenay        | Edina Gallovits Ioana Gaspar              |
| 2001                                                                   | Stéphane Bohli Markus Dickhardt     | Dominika Nociarová Zuzana Zemanová        |
| ↓ Kategorie: G1 ↓                                                      |                                     |                                           |
| 2002                                                                   | Daniel Lustig Karel Třiska          | Jewgenija Linezkaja Delia Sescioreanu     |
| 2003                                                                   | Daniel Müller Sebastian Rieschick   | Kirsten Flipkens Andrea Hlaváčková        |
| 2004                                                                   | Viktor Troicki Vilim Višak          | Gabriela Niculescu Monica Niculescu       |
| 2005                                                                   | Andrea Arnaboldi Niels Desein       | Sara Errani Stella Menna                  |
| 2006                                                                   | Luka Belić Mario Jukić              | Jewgenija Rodina Kateřina Vaňková         |
| 2007                                                                   | Michal Konečný Andrej Martin        | Klaudia Boczová Kristína Kučová           |
| 2008                                                                   | Niel Pauffley Marcus Willis         | Romana Tabák Janina Toljan                |
| 2009                                                                   | Damir Džumhur Mate Zsiga            | Vaszilisza Bulgakova Blanka Szávay        |
| 2010                                                                   | Julian Lenz Teodor Nicolae Marin    | Lucia Butkovská Jovana Jakšić             |
| 2011                                                                   | Daniel Masur Filip Veger            | Michala Kuchařová Gaëlle Rey              |
| 2012                                                                   | Daniel Masur Filip Veger            | Alice Matteucci Camilla Rosatello         |
| 2013                                                                   | Johannes Härteis Karen Chatschanow  | Deborah Chiesa Sara Sorribes Tormo        |
| 2014                                                                   | Alexander Bublik Andrei Rubljow     | Viktória Kužmová Kristína Schmiedlová     |
| 2015                                                                   | Hubert Hurkacz Alex Molčan          | Tereza Mihalíková Alexandra Pospelowa     |
| 2016                                                                   | Javier Barranco Cosano Eduard Güell | Irina Cantos Siemers Simona Waltert       |
| 2017                                                                   | Jurij Rodionov Michael Vrbenský     | Walerija Deminowa Tatiana Pieri           |
| 2018                                                                   | Olexej Krutych Damien Wenger        | Andreea Prisăcariu Isabella Tcherkes Zade |
| ↓ Austragungsort: Vrsar ↓                                              |                                     |                                           |
| 2019                                                                   | Matteo Arnaldi Francesco Passaro    | Kamilla Bartone Oxana Selechmetjewa       |
| 2020                                                                   | Wegen COVID-19-Pandemie abgesagt    | Wegen COVID-19-Pandemie abgesagt          |
| 2021                                                                   | Hynek Bartoň Jakub Nicod            | Brenda Fruhvirtová Barbora Palicová       |
| 2022                                                                   | Tiago Pires Dino Prižmić            | Lucija Ćirić Bagarić Sofia Costoulas      |